# گورستان خرس لونه امام
گورستان خرس لونه امام در شهرستان املش، بخش رانکوه، روستای امام واقع شده و این اثر در تاریخ ۲ آبان ۱۳۸۲ با شمارهٔ ثبت ۱۰۶۶۵ به‌عنوان یکی از آثار ملی ایران به ثبت رسیده است.